# Tibellus bruneitarsis
Tibellus bruneitarsis là một loài nhện trong họ Philodromidae.
Loài này thuộc chi Tibellus. Tibellus bruneitarsis được George Newbold Lawrence miêu tả năm 1952.